# Stylianos Papadopoulos
Stylianos Papadopulos (in greco Στυλιανός Παπαδόπουλος?; 7 aprile 1989) è un taekwondoka greco.

## Palmarès
- Europei

Manchester 2012: bronzo nei 68 kg.